# پیلیپ هارماش
پیلیپ هارماش (اوکراینی: Пилип Гармаш؛ زادهٔ ۲۱ آوریل ۱۹۸۹) بازیکن والیبال اهل اوکراین است.